# 籾木卿太郎
籾木卿太郎（日语：／ Momiki Kyōtarō，1867年12月18日—1916年8月7日）是一名日本醫師和政治人物，曾任眾議院議員。  
籾木出生於宮崎縣。1887年畢業於鹿兒島縣立醫學校（現為鹿兒島大學醫學部）。畢業後成為醫師，曾擔任東諸縣郡醫會長、郡醫、校醫，以及日本赤十字社準備醫員的囑託。  
在1904年的第9屆眾議院議員總選舉中，他以立憲政友會公認候選人的身份從宮崎縣參選並當選。在眾議院任職一屆後，於1908年第10屆眾議院議員總選舉中未再參選。1916年逝世，享年48歲。

## 備註
1. ↑  衆議院 (编), , 衆議院公報附録: 29, 1904, NDLJP: 900093
2. ↑  『議会制度百年史 - 衆議院議員名鑑』647頁。
3. 1 2 3  『議会制度百年史 - 衆議院議員名鑑』646頁。
4. ↑  『衆議院名鑑 第1回・1890年～第34回・1976年総選挙』47頁。